# Demolis albicostata
Demolis albicostata là một loài bướm đêm thuộc phân họ Arctiinae, họ Erebidae.